# Dobson-egység
A Dobson-egység az ózonréteg oszlopsűrűségének mértékegysége. Jele: DU (Dobson-unit).

## Jellemzői
Ha egy adott alapterületű levegőoszlopban lévő összes ózont a Föld felszínén egyenletesen szétoszlatnának, 1 DU-nak megfelelő mennyiség 1 bar légnyomáson, 0 °C hőmérsékleten 0,01 mm vastag réteget képezne. A földi légkör normális ózontartalma 300 DU körüli, vagyis 3 mm vastagon borítaná be a Földet.

## Története
Az egységet Gordon Dobson (1889-1976) brit fizikusról és meteorológusról nevezték el,  aki az első műszert készítette, mellyel a sztratoszferikus ózon szintjét a felszínről lehetett mérni.